# میریخانی
میریخانی، روستایی در دهستان عباس‌آباد بخش هلیل دشت شهرستان رودبار جنوب در استان کرمان ایران است. این روستا، مرکز دهستان عباس‌آباد است.

## جمعیت
بر پایه سرشماری عمومی نفوس و مسکن در سال ۱۳۹۵، جمعیت این روستا برابر با ۵۴۹ نفر (۱۳۴‌ خانوار) بوده است.